# カトル・ボルヌ
カトル・ボルヌ(Quatre Bornes)は、モーリシャスの都市。
プレーン・ウィルヘルム県高地部に位置し、北のボーバッサン・ローズヒル市と南のヴァコア・フェニックス市の間に位置する。
首都ポートルイスから中央部のキュールピップ市まで南北に連なる都市圏の一部である。
2015年7月1日の人口は7万7525人。
入植が始まったのは1721年であり、1895年にはカトル・ボルヌという自治体が成立した。
カトル・ボルヌとはフランス語で「4つの境界石」を意味するが、これは市内の4ヶ所にかつて境界石が置かれていたことに由来する。
モーリシャスの経済成長によってポートルイスの経済圏が拡大すると、市民の住宅地として人口の大量流入がおき、1970年代に人口が大幅に増加した。
カトルボルヌ市の市議会は5年ごとに改選され、1989年の地方自治法によって24人が選出されることとなっている。
2005年10月の選挙では市内は3選挙区に分けられ、有権者52498人のうち22222人（42.3%）が投票した。
本来2010年に行われるはずだった選挙は2012年に延期された。
国政選挙においては、この街はベルローズ・カトルボルヌ選挙区（第18区）となっているが、パルマ、ラソース、ピエールフォンド、ベイスンといった市内の一部地域はサバンナ・ブラックリバー選挙区（第14区）に属している。
これは14区の人口が少ないために選挙区間の人口調整がおこなわれたためである。
カトルボルヌには公立私立合わせて12の中学校と9の小学校があるが、親は近隣のローズヒルやヴァコアの学校に子供を通わせることもできる。
チャールズ・テルフェア・インスティテュートやラッシュモア・ビジネススクールといった高等教育機関もカトルボルヌ市内に置かれている。
街の大通りはサンジャン通りであり、そこにはオーチャード・センターという大型ショッピングセンターがあって多くの人が訪れる。
オーチャード・センターの隣にはバスターミナルと市場があり、市の立つ日には地元民のみならず観光客も多く訪れる。
カトルボルヌは下記の地区に分かれている。
- Bagatelle
- Bassin
- Belle Rose
- Berthaud
- Centre Ville
- Cybercity
- La Louise
- La Source
- Palma
- Pellegrin
- Pierrefonds
- Sodnac
- St Jean
- Trianon
- Vieux Quatre Bornes

## 姉妹都市
カトルボルヌは2つの姉妹都市を持つ。
- サン・ベノワ（英語版）
- アンバラバオ（英語版）